# 竹篙山
竹篙山，又名水井尾山，是台灣台北市士林區菁山里、平等里交界處的一座山峰，座落於陽明山國家公園的擎天崗南側，標高830公尺。該山原本是陽明山東西大縱走的「十連峰」之一，立有「山」字拓印柱。2019年7月，其在十連峰的角色改由雞心崙取而代之。
竹篙山是圓錐形的死火山，山頂設有一座圓形碉堡，視野良好，可俯視台北盆地。